# Виконт Астор

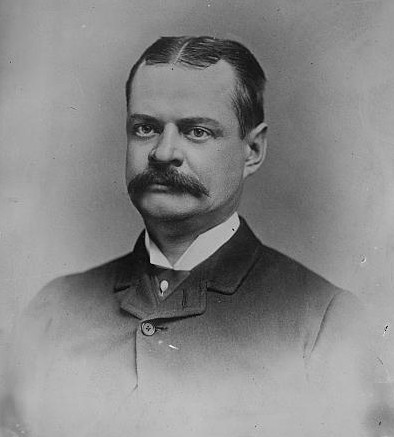
Уильям Уолдорф Астор, 1-й виконт Астор (1848—1919)

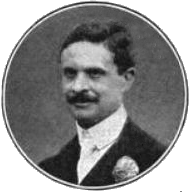
Уолдорф Астор, 2-й виконт Астор (1879—1952)

Виконт Астор из Хивер Касл в графстве Кент — наследственный титул в системе пэрства Соединённого королевства.

## История
Титул виконта Астора был создан 23 июня 1917 года для финансиста и государственного деятеля Уильяма Уолдорфа Астора, 1-го барона Астора (1818—1919). Уильям Уолдорф Астор был депутатом Ассамблеи штата Нью-Йорк (1878) и сенатором штата Нью-Йорк (1880—1881). В 1916 году для него уже был создан титул барона Астора из замка Хивер в графстве Кент в звании пэра Соединённого королевства. Его старший сын, Уолдорф Астор, 2-й виконт Астор (1879—1952), был мужем Нэнси Астор, виконтессы Астор (1879—1964), первой женщины, которая стала депутатом Палаты общин Великобритании, где представляла Плимут Саттон (1919—1945). Ранее Уолдорф Астор был депутатом Палаты общин Великобритании от Плимута (1910—1918) и Плимута Саттона (1918—1919).
По состоянию на 2024 год носителем титула являлся их внук, Уильям Уолдорф Астор, 4-й виконт Астор (род. 1951), который сменил своего отца в 1966 году. Лорд Астор — один из 92 избранных наследственных пэров, которые остались в Палате лордов после принятия Акта Палаты лордов 1999 года, принадлежит к консервативной партии.
- Джон Джейкоб Астор, 1-й барон Астор из Хивера (1886—1971), депутат Палаты общин от Дувра (1922—1945), был вторым сыном 1-го виконта Астора. Английский газетный магнат, политик, военный и спортсмен.
- Достопочтенный Фрэнсис Дэвид Лэнгхорн Астор (1912—2001), редактор газеты The Observer, второй сын 2-го виконта Астора
- Достопочтенный Майкл Лэнгхорн Астор (1916—1980), британский политик-консерватор, депутат Палаты общин от Восточного Суррея (1945—1951), третий сын 2-го виконта Астора
- Майор достопочтенный Джон Джейкоб «Джеки» Астор (1918—2000), британский политик и спортсмен, депутат Палаты общин от Плимута Саттона (1951—1959), младший (четвертый) сын 2-го виконта Астора.

Семейная резиденция — имение Джиндж Манор, недалеко от города Вантедж в графстве Оксфордшир.

## Виконты Астор (1917)
- 1917—1919: Уильям Уолдорф Астор, 1-й виконт Астор (31 марта 1848 — 18 октября 1919), единственный сын американского финансиста и филантропа Джона Джейкоба Астора III (1822—1890);
- 1919—1952: Уолдорф Астор, 2-й виконт Астор (19 мая 1879 — 30 сентября 1952), старший сын предыдущего;
- 1952—1966: Уильям Уолдорф Астор, 3-й виконт Астор (13 августа 1907 — 7 марта 1966), старший сын предыдущего;
- 1966 — настоящее время: Уильям Уолдорф Астор, 4-й виконт Астор (род. 27 декабря 1951), единственный сын предыдущего от первого брака;
  - Наследник титула: достопочтенный Уильям Уолдорф Астор (род. 18 января 1979), старший сын предыдущего;
    - Наследник наследника: Уильям Уолдорф Астор (род. 4 мая 2012), единственный сын предыдущего.